# Powerman 5000
A Powerman 5000 egy amerikai együttes, többek között az indusztriális és elektronikus rock műfajban zenél. Témáik közé tartozik a jövő, a robotok és a hasonló témák.
A Powerman 5000 1991-ben alakult meg Bostonban. Első stúdióalbumuk 1995-ben jelent meg. A zenekar nevét gyakran rövidítik "PM5K"-ra. A PM5K – témái, illetve kinézete miatt – nagyon sikeres lett. Több videójátékban is hallható volt egy daluk, valamint a 2001-es Zoolander című film végén is megjelent egy számuk. 

## Diszkográfia
Stúdióalbumok
- The Blood-Splat Raining System (1995)
- Tonight the Stars Revolt! (1999)
- Anyone for Doomsday? (2001)
- Transform (2003)
- Destroy What You Enjoy (2006)
- Somewhere on the Other Side of Nowhere (2009)
- Copies, Clones and Replicants (2011)
- Builders of the Future (2014)
- New Wave (2017)
- The Noble Rot (2020)[1]